# Mary Beth Dunnichay
Mary Beth Dunnichay (* 25. Februar 1993 in Anderson, Indiana) ist eine US-amerikanische Wasserspringerin, die allein und synchron mit ihrer Partnerin Haley Ishimatsu akrobatische Sprünge vom Zehn-Meter-Turm vorführt.
Mary Beth, die eine ältere Schwester (Danielle) und zwei ältere Brüder (Caleb und Jacob) hat, übt diesen Sport bereits seit ihrem sechsten Lebensjahr aus. Sie trainiert sechs Stunden täglich an sechs Tagen in der Woche.
Ihre größten Erfolge feierte sie bisher im 10-Meter-Synchronspringen. Mit ihrer Partnerin wurde sie 2007 Meisterin der USA und Bronzemedaillengewinnerin bei den Panamerikanischen Spielen und 2009 Silbermedaillengewinnerin bei den Schwimmweltmeisterschaften in Rom. Bei den Olympischen Spielen 2008 in Peking belegte das Duo den fünften Platz.